# Gerke Pawel
Gerke Pawel (* 23. Oktober 1513 in Braunschweig; † 25. Mai 1563 in Braunschweig) war ein deutscher Ratsherr und Kämmerer der Braunschweiger Altstadt.

## Leben
Gerke (V.) gehörte der seit 1242 in Braunschweig nachweisbaren Patrizier- und Ratsfamilie der Altstadt, Pawel, an. Die Kaufmanns- und Gewandschneiderfamilie war im Rat der Stadt von 1249 bis 1654 vertreten und stellte mehrfach den Großen Bürgermeister. Er war der Sohn des mehrmaligen Bürgermeisters der Altstadt Gerhard II. Pawel († 1554) und dessen zweiter Ehefrau Anna von Windheim († 1553). Gerke Pawel (V.) ist Stammvater der Braunschweiger Familienlinie. Er studierte Rechtswissenschaft in Leipzig (1529), Wittenberg (1531) und Bologna (1534). Nach seiner Rückkehr in seine Heimatstadt war er von 1548 bis 1563 Ratsherr der Altstadt und hatte das Amt des Kämmerers inne. Pawel war wie sein Vater und Großvater Constabel der Gelagsbrüder. Auf dem Lübecker Hansetag des Jahres 1554 war er Vertreter der Stadt Braunschweig. Gemeinsam mit seinem älteren Bruder Conrad (IV.), dem Stammvater der Halberstädter Linie, stiftete er für seine Eltern ein von Jürgen Spinnrad geschaffenes Epitaph in der Martinikirche, das die Porträts der Eltern und der beiden Söhne zeigt.
Pawel war verheiratet mit Lucie Bra(c)kel († 1577). Das Paar hatte zehn Kinder, darunter den kursächsischen Hofrat Andreas Pawel. Gerke Pawel starb im Mai 1563 im Alter von 49 Jahren in seiner Heimatstadt.